# 北塔街道 (朝阳市)
北塔街道，是中华人民共和国辽宁省朝阳市双塔区下辖的一个乡镇级行政单位。

## 行政区划
北塔街道下辖以下地区：
五一社区、鑫业社区、华运社区和北塔社区。